# Gyna aetola
Gyna aetola är en kackerlacksart som beskrevs av Robert Walter Campbell Shelford 1909. Gyna aetola ingår i släktet Gyna och familjen jättekackerlackor. Inga underarter finns listade i Catalogue of Life.